# 282. strelska divizija (ZSSR)
282. strelska divizija (izvirno rusko 282. стрелковая дивизия; kratica 282. SD) je bila strelska divizija Rdeče armade v času druge svetovne vojne.

## Zgodovina
Divizija je bila ustanovljena julija 1941 v Moskvi in bila uničena oktobra istega leta. Ponovno so jo ustanovili februarja 1942 v Omsku.